# Ajax Stream Falls
Die Ajax Stream Falls sind ein Wasserfall bislang nicht ermittelter Fallhöhe in der Region Canterbury auf der Südinsel Neuseelands. Er liegt im Lauf des Ajax Stream in der Two Thumb Range, der in östlicher Fließrichtung in den North East Gorge Stream unterhalb des 2366 m hohen Mount Ross mündet.